# Semba (musique)
Pour les articles homonymes, voir semba.
Ne doit pas être confondu avec Samba (musique).

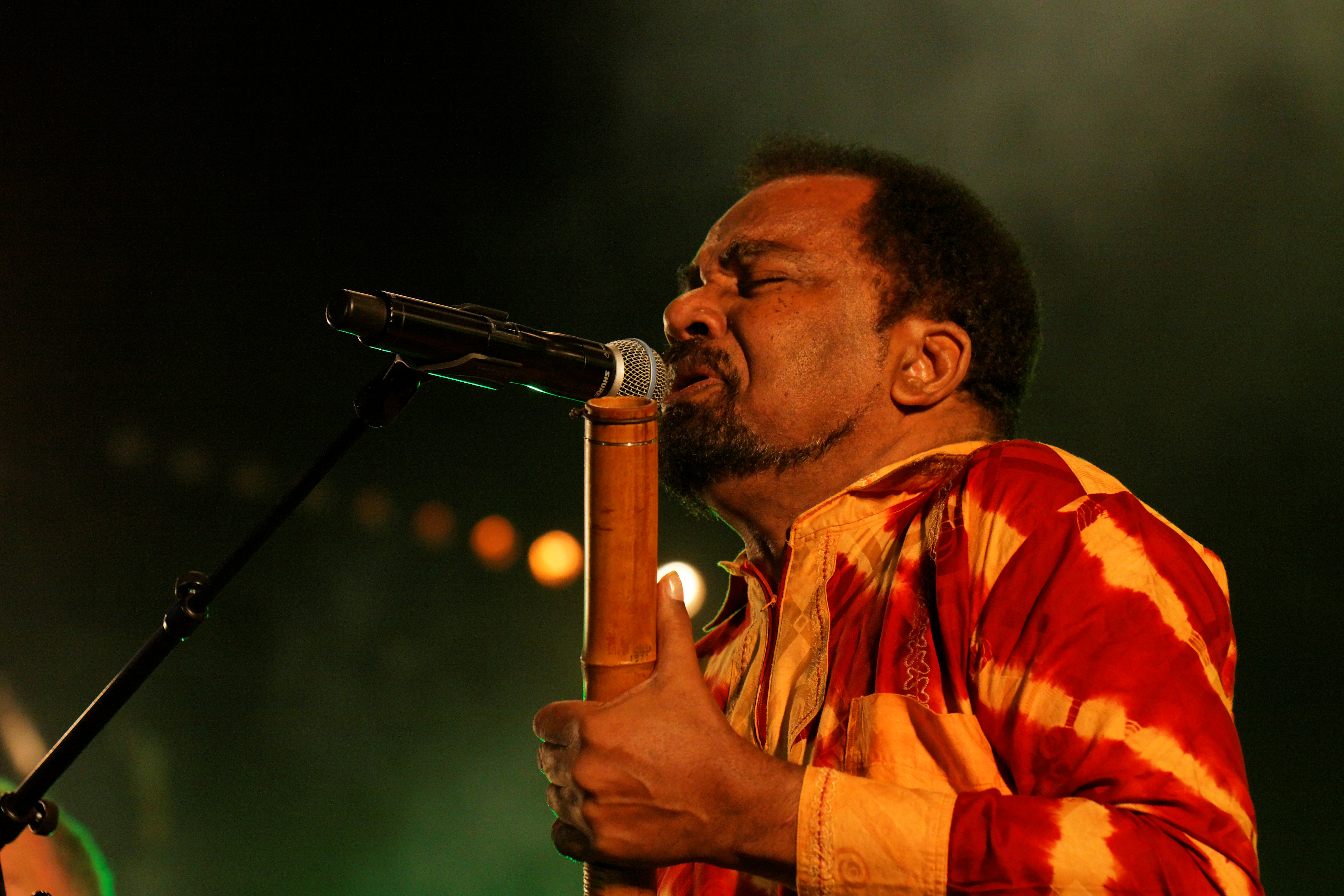
Festival du bout du Monde 2011 - Bonga en concert le 6 août

Le semba est un genre musical d'Angola.

## Historique
Le terme « semba » viendrait d'une danse nommée « masemba (pt) ».
Fusion de rythmes anciens et d'éléments plus modernes, il fut popularisé dans les années 1950 par le groupe N'gola Ritmos (pt) dans la région de Luanda. Un de ses créateurs, le guitariste Liceu Vieira Dias (pt), fut un élément important pour le développement de la musique populaire en Angola. Le groupe voulait créer une musique spécifiquement angolaise moderne, par opposition à la culture dominante de l'occupant portugais. Les textes étaient chantés en kimbundu, une des langues de l'Angola.
Joué avec des percussions (dikanzas), un arc musical (undu) et une guitare (kokoa), le semba rythme plusieurs danses comme le lemanja (danse d'offrandes à la mer que l'on retrouve dans la région de Bahia au Brésil), le kelombelombe (danse de l'oiseau), le kisselenghena (danse de virilité) et surtout le batuque (que l'on retrouve au Cap-Vert), une danse vaudou où le chanteur soliste est accompagné par des claquements de mains.
Dans les années 1960 et 1970, des évolutions apparaissent, avec l'apport d'éléments de rumba congolaise, de merengue, de samba, voire de rock, et l'utilisation d'instruments électriques. Dans les années 1980/90, une nouvelle tendance rencontre beaucoup de succès, le kizomba très proche du zouk antillais. Cependant, de grandes vedettes de kizomba, comme Paulo Flores, font peu à peu un retour vers un style plus proche des origines, face au développement de styles comme le rap ou le kuduro.
Terme générique, le semba peut être lent, rapide, en rythme 
, 
, ou 
.
Le chanteur de semba le plus connu internationalement est Bonga Kuenda.